# Lucia Hatinová
Lucia Hatinová est une ancienne joueuse slovaque de volley-ball née le 28 février 1984 à Bratislava. Elle mesure 1,89 m et jouait au poste de centrale. Elle a totalisé 78 sélections en équipe de Slovaquie. Elle a terminé sa carrière en avril 2014.

## Clubs
| Club                    | De        | À         |
| ----------------------- | --------- | --------- |
| Vital Bratislava        | 2000-2001 | 2000-2001 |
| OMS Senica              | 2001-2002 | 2001-2002 |
| Rote Raben Vilsbiburg   | 2002-2003 | 2002-2003 |
| VK Doprastav Bratislava | 2003-2004 | 2004-2005 |
| CS Ştiinţa Bacău        | 2005-2006 | 2005-2006 |
| Melun-La Rochette       | 2006-2007 | 2007-2008 |
| CS Dinamo Bucureşti     | 2008-2009 | 2010-2011 |
| SVS Post Schwechat      | 2011-2012 | 2011-2012 |
| Schweriner SC           | 2012-2013 | 2012-2013 |
| VK Doprastav Bratislava | 2013-2014 | 2013-2014 |

## Palmarès
- Championnat de Slovaquie
  - Vainqueur : 2014.
  - Finaliste : 2002.
- Championnat de Roumanie
  - Finaliste : 2006.
- Coupe de Roumanie
  - Vainqueur : 2010.
  - Finaliste : 2009.
- Championnat d'Autriche
  - Vainqueur : 2012
- Coupe d'Allemagne
  - Vainqueur : 2013.
- Championnat d'Allemagne
  - Vainqueur : 2013.
- Coupe de Slovaquie
  - Vainqueur : 2014.